# Hidden Lake, Västantarktis
Hidden Lake är en sjö i Antarktis. Den ligger i Västantarktis. Argentina, Chile och Storbritannien gör anspråk på området. Hidden Lake ligger 245 meter över havet.